# Équivalent en TNT
L’équivalent en TNT est une unité d'énergie employée pour quantifier l'énergie libérée lors d’une explosion ou de tout autre phénomène provoquant de grands bouleversements géologiques en un court laps de temps. Elle se rapporte à l'énergie libérée par l'explosion d'une tonne de trinitrotoluène (TNT).
Cette unité a été traditionnellement utilisée pour quantifier l’énergie dégagée lors de la détonation d’armes nucléaires. Elle exprime la masse de TNT qu'il faut réunir pour obtenir une explosion libérant une énergie équivalente. On utilise alors plus communément les préfixes « kilo » et « méga », et le fait qu'il s'agisse d'équivalent TNT n'est généralement plus exprimé explicitement :
- une kilotonne de TNT, ou simplement une kilotonne (symbole kt), correspond à l'énergie dégagée par l'explosion de 1 000 tonnes de TNT ;
- une mégatonne de TNT, ou simplement une mégatonne (symbole Mt), correspond à l'énergie dégagée par l'explosion d'un million de tonnes de TNT, ou 1 000 kilotonnes.

Ces unités apparaissent dans différents traités sur les armes nucléaires, car elles permettent de comparer la puissance destructive des différentes armes. Depuis les années 1990, elles sont utilisées pour quantifier l'énergie libérée par une catastrophe naturelle dégageant de grandes quantités d’énergie (par exemple, un séisme, un impact cosmique, un cyclone, un tsunami, une éruption volcanique).

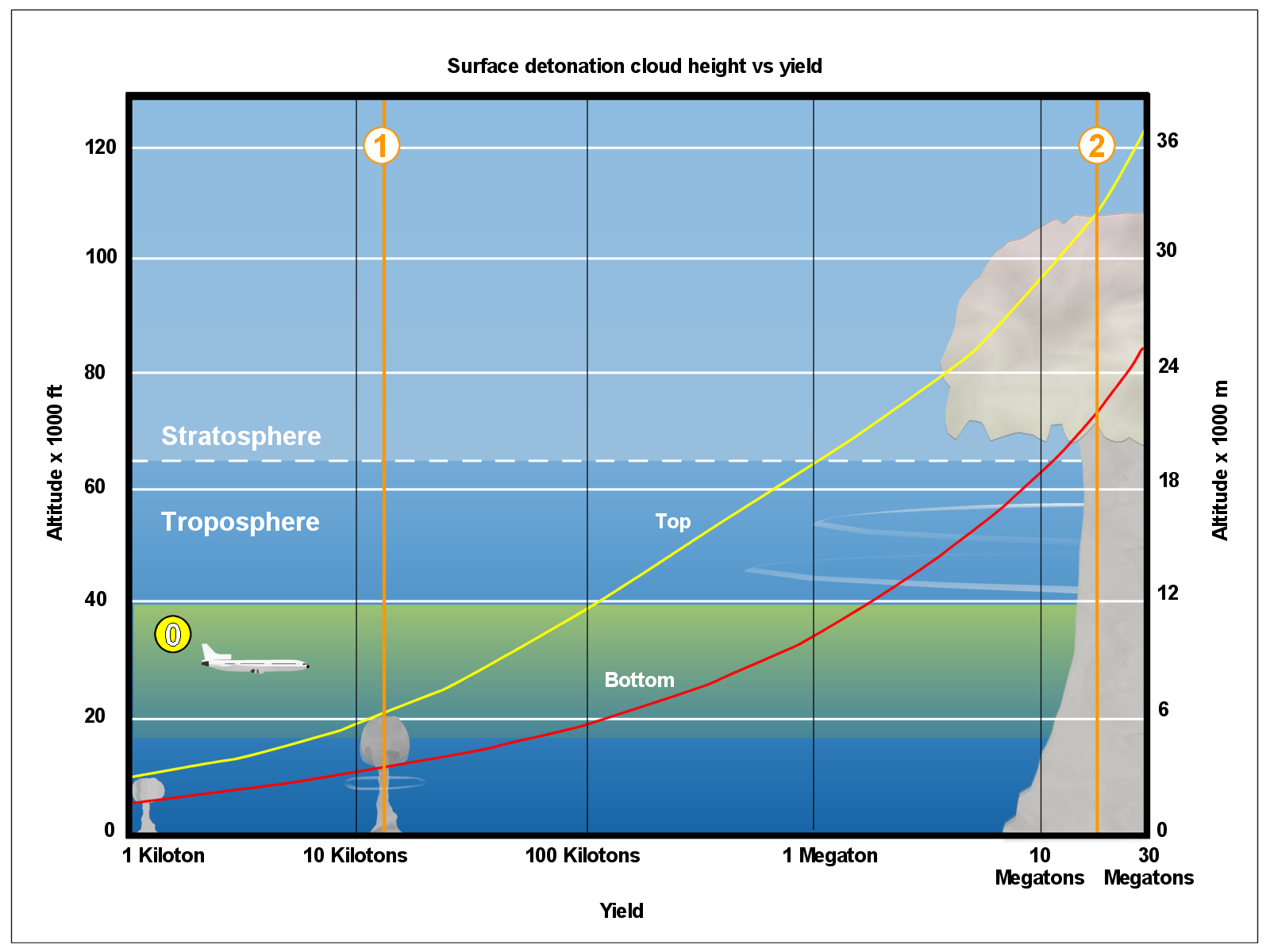
Schéma montrant la hauteur du champignon atomique (ou nucléaire) en fonction de l'énergie de l'explosion. Il offre une échelle permettant de comparer les énergies dégagées par différentes explosions nucléaires. À titre d’exemple, Fat Man a dégagé 22 kilotonnes, alors que les explosions thermonucléaires produites pendant l’opération Castle Bravo ont dégagé 15000 kilotonnes.

## Valeur et conversion dans le SI
L'unité de mesure de l'énergie dans le Système international d'unités (SI) est le joule (J).
L'énergie spécifique de combustion explosive du TNT est approximativement de 4,6 MJ/kg (mégajoules par kilogramme, ou encore 1,3 kWh/kg). Ainsi :
- l'explosion d'une kilotonne de TNT libère 4,6 × 1012 J = 4,6 TJ (térajoules) ;
- l'explosion d'une mégatonne de TNT libère 4,6 × 1015 J = 4,6 PJ (pétajoules).

L’explosion d’un gramme de TNT produit entre 980 et 1 100 calories. Pour définir la tonne, un gramme a été arbitrairement normalisé à 1 000 calories thermochimiques, qui est exactement égale à 4 184 J. Pour donner une comparaison, un gramme de glucides contient environ 4 000 cal d’énergie.
L’énergie dégagée par une explosion est habituellement calculée à partir du travail thermodynamique de la détonation, lequel a été précisément mesuré pour le TNT à 1 120 calth/g en se basant sur de multiples explosions dans l’air. Les calculs théoriques avaient donné 1 160 calth/g.
La valeur mesurée de la chaleur (au sens thermodynamique) dégagée par un gramme de TNT est seulement de 651 calories thermochimiques, soit environ 2 724 J, mais cette valeur n’est pas essentielle pour calculer les effets dévastateurs d’une explosion.
| Masse en grammes de TNT | Symbole | Masse en tonnes de TNT | Symbole | Énergie        |
| ----------------------- | ------- | ---------------------- | ------- | -------------- |
| gramme                  | g       | microtonne             | μt      | 4,184 × 103 J  |
| kilogramme              | kg      | millitonne             | mt      | 4,184 × 106 J  |
| mégagramme              | Mg      | tonne                  | t       | 4,184 × 109 J  |
| gigagramme              | Gg      | kilotonne              | kt      | 4,184 × 1012 J |
| téragramme              | Tg      | mégatonne              | Mt      | 4,184 × 1015 J |
| pétagramme              | Pg      | gigatonne              | Gt      | 4,184 × 1018 J |

## Effets
Si une bombe nucléaire de 50 kilotonnes, ce qui est notablement plus élevé que l'énergie combinée de Little Boy et de Fat Man, détonnait à la surface de la Terre, cela résulterait en une boule de feu de 160 mètres de diamètre qui durerait un peu plus d’une seconde[réf. nécessaire]. Dans un rayon d'environ trois kilomètres la chaleur dégagée serait suffisante pour brûler mortellement toute personne non protégée, et le souffle serait suffisant pour détruire la plupart des résidences et des immeubles commerciaux. À deux kilomètres, la plupart des personnes recevraient une dose de radiations de 500 rem (5 Sv). Une telle irradiation suffirait, à elle seule, à entraîner un taux de mortalité entre 50 % et 90 %. Par contre, il est peu probable que quiconque puisse survivre à la fois au souffle et à la chaleur dégagée à cette distance. Dans un rayon d'un kilomètre, pratiquement tout ce qui se trouve au-dessus du sol serait détruit. De grandes quantités de matériaux radioactifs seraient dispersés dans l’atmosphère.

## Exemples

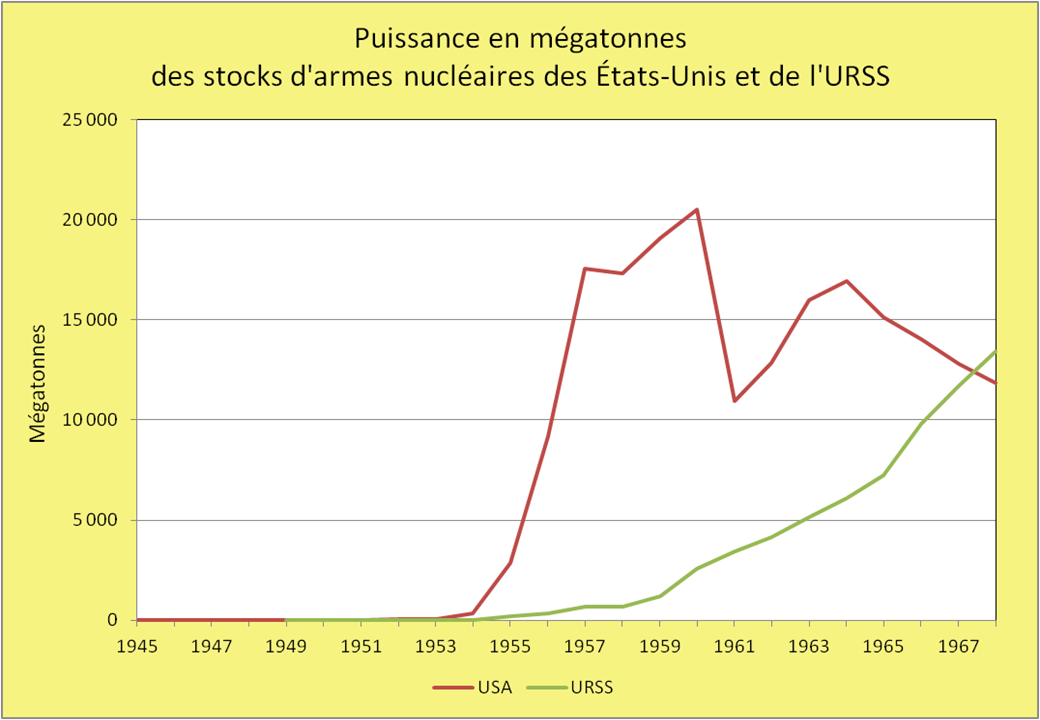
Graphique fournissant en mégatonnes l'énergie du stock d'armes nucléaires détenu par les États-Unis et par l'URSS de 1945 à 1968.

Trinity, le premier essai d'une bombe A en 1945, avait une énergie d'environ 21 kt, soit 0,021 Mt. Little Boy et Fat Man, qui ont explosé à Hiroshima et Nagasaki deux mois plus tard, avaient une énergie respective de 15 kt et 22 kt.
À titre de comparaison, Ivy Mike, première bombe H testée par les États-Unis en 1952, a dégagé l'équivalent de 10,4 Mt de TNT. La plus grosse explosion nucléaire jamais enregistrée, un peu plus de 50 Mt, fut celle issue de la Tsar Bomba, une bombe que l'Union soviétique fit exploser en 1961.